# Malacoctenus ebisui
Malacoctenus ebisui är en fiskart som beskrevs av Springer, 1959. Malacoctenus ebisui ingår i släktet Malacoctenus och familjen Labrisomidae. IUCN kategoriserar arten globalt som livskraftig. Inga underarter finns listade i Catalogue of Life.